# PCK2
PCK2（phosphoenolpyruvate carboxykinase 2, mitochondrial、PEPCK-M）は、ホスホエノールピルビン酸カルボキシキナーゼ（PCK、PEPCK）のアイソザイムの1つであり、ヒトでは14番染色体に位置するPCK2遺伝子によってコードされる。この遺伝子は、グアノシン三リン酸（GTP）の存在下でオキサロ酢酸（OAA）からホスホエノールビルビン酸（PEP）への変換を触媒するミトコンドリアの酵素をコードする。細胞質基質型のアイソザイム（PCK1）は異なる遺伝子によってコードされ、こちらは肝臓での糖新生に重要な酵素である。選択的スプライシングによるバリアントが記載されている。

## 構造
PCK2遺伝子はミトコンドリア型のPCKをコードし、PCK1遺伝子とのDNA配列の同一性は68%、細胞質基質型PCK1とのアミノ酸配列の同一性は70%である。さらに、PCK1とPCK2には構造的相同性がみられ、共通した祖先遺伝子に由来する遺伝子であることが示唆される。どちらの遺伝子も10個のエクソンと9個のイントロンを持つが、イントロンのサイズは約2 kbも異なり、PCK2の最大のイントロンは2.5 kbにわたる。PCK2遺伝子の全長は約10 kbである。他の差異としては、PCK2のイントロンにはPCK1に存在しないAlu配列が存在する。また、PCK2のN末端には18残基のミトコンドリア標的化配列が存在する。PCK2の転写開始部位の1819 bp上流には、5個のGCボックスと3個のCCAATボックスを含む推定調節エレメントが存在する。さらに、近位プロモーター領域にはATF4が結合する2つのATF/CRE配列が存在すると推定される。

## 機能
PCK2はGTPによって駆動され、糖新生の律速段階であるOAAからPEPへの変換を触媒する。この変換段階は、ミトコンドリアにおいて解糖系とTCA回路を橋渡しする段階として機能する。膵臓のβ細胞では、PCK2はスクシニルCoAシンテターゼによって産生されたGTPをリサイクルすることで、グルコース刺激によるインスリン分泌を調節する。PCK2の活性は、クエン酸シンターゼへ向けてアセチルCoAを供給するためにピルビン酸形成のためのPEPを供給し、TCA回路を駆動する。PEPの上流とグルコース-6-リン酸の下流の解糖系反応のほぼ全てが可逆的であるため、PCK2によるPEPの合成は、セリン合成、グリセロール合成、ヌクレオチド合成など複数の生合成過程を加速する可能性がある。特に、PCK2は乳酸に由来するOAAを選択的に変換するため、低グルコース条件下でも生合成を促進することができる。結果として、PCK2の活性は細胞成長とストレス下での生存に寄与する。
PCK1が主に肝臓と腎臓で発現しているのに対し、PCK2はさまざまな細胞種で普遍的に発現している。白血球や神経細胞のほか、膵臓、脳、心臓など糖新生を行わない組織でも発現がみられる。さらに、PCK1の発現は糖新生と関係するホルモンや栄養素によって調節されているのに対し、PCK2は恒常的に発現している。これらの差異は、PCK2が糖新生以外の機能も果たしている可能性を示唆している。

## 臨床的意義
PCK2は肺がんなどいくつかのがんと関係しており、その糖新生機能によって腫瘍形成を促進する。低グルコース条件下では、小胞体ストレスによってATF4がアップレギュレーションされ、それによってPCK2がアップレギュレーションされる。PCK2はTCA回路の中間体を解糖系の中間体に変換する代替的カタプレロティック経路の利用を可能にするため、PCK2の活性はグルコースレベルの低下に直面した腫瘍細胞の生存を促進する可能性がある。
PCK2は糖新生機能を持つため、PCK2の欠乏はグルコースの恒常性を破壊し、低血糖を引き起こすことが予想される。2件の症例が記載されているものの、その後の研究からはPCK2の欠乏が主因ではないことが示唆されている。